# 涅夫斯基冰原島峰
71°40′S 8°5′E / 71.667°S 8.083°E
涅夫斯基冰原島峰（英語：Nevskiye Nunataks），是南極洲的冰原島峰，位於毛德皇后地的阿斯特里德公主海岸，處於索倫森冰原島峰和赫默斯塔德冰原島峰之間，屬於德里加爾斯基山脈的一部分，現時由南極條約體系管理。